# Le Sourn
Le Sourn [lə suʁn] est une commune française située dans le département du Morbihan, en région Bretagne.

## Géographie

### Localisation
La commune du Sourn est située au sud-ouest de la ville de Pontivy.

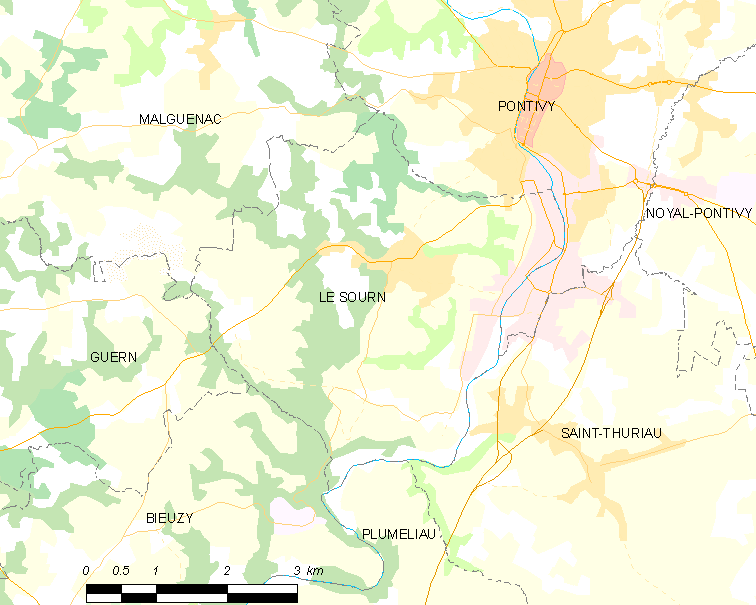
Carte de la commune du Sourn.

| Malguénac |           | Pontivy       |
| Guern     | du Sourn  |               |
| Bieuzy    | Plumeliau | Saint-Thuriau |

### Relief et hydrographie
L'altitude de la commune varie de 46 m à 184 m. Le point le plus bas de la commune est situé au niveau du canal du Blavet, en aval de l'écluse du moulin du Roc'h. Le point le plus haut est  situé à l'extrémité nord-ouest de la commune. Le bourg de Le Sourn est situé à une altitude voisine de 100 mètres. Il est au pied du talus oriental du massif granitique de Guern. Le finage communal forme un plateau incliné vers l'est en direction de la vallée du Blavet, déchiqueté en lambeaux par les vallées des petits affluents de rive droite qui limitent ou traversent la commune : le ruisseau du Moulin du Petit Resto, au nord, sert de limite communale avec Pontivy ; le ruisseau du Moulin de Kerdisson coule dans la partie nord de la commune, passant juste au nord du bourg ; le ruisseau de la Pierre Fendue passe au sud du bourg ; le ruisseau de Guermaude (nommé ruisseau de Kerdanet dans sa partie aval) sert, au sud, de limite communale avec, respectivement, Guern et Bieuzy (désormais Pluméliau-Bieuzy).
| - Carte topographique de la commune de Le Sourn. |

La présence de ces vallées explique un relief assez vallonné et la présence de nombreux bois, situés principalement sur leurs versants ou au niveau du talus oriental du massif granitique du Guern, les principaux étant le bois du Rongoët dans la partie nord de la commune, et le bois de Lann er Mantec dans la partie sud.
Le lit majeur du Blavet occupé dans sa partie amont concernant la commune par une zone d'activités économiques, dont la présence s'explique par la proximité de la ville de Pontivy, située sur sa rive gauche.

### Hydrographie
Pour un article plus général, voir Réseau hydrographique du Morbihan.
La commune est située dans le bassin Loire-Bretagne. Elle est drainée par le Blavet, la Pierre Fendue, le ruisseau de Kerdanet, le ruisseau du Moulin du petit resto, le ruisseau du Moulin de kerdisson et divers autres petits cours d'eau,.
Le Blavet, d'une longueur de 149 km, prend sa source dans la commune de Bourbriac et se jette  dans le canal de Nantes à Brest en limite de Plélauff et de Gouarec, après avoir traversé 31 communes. 

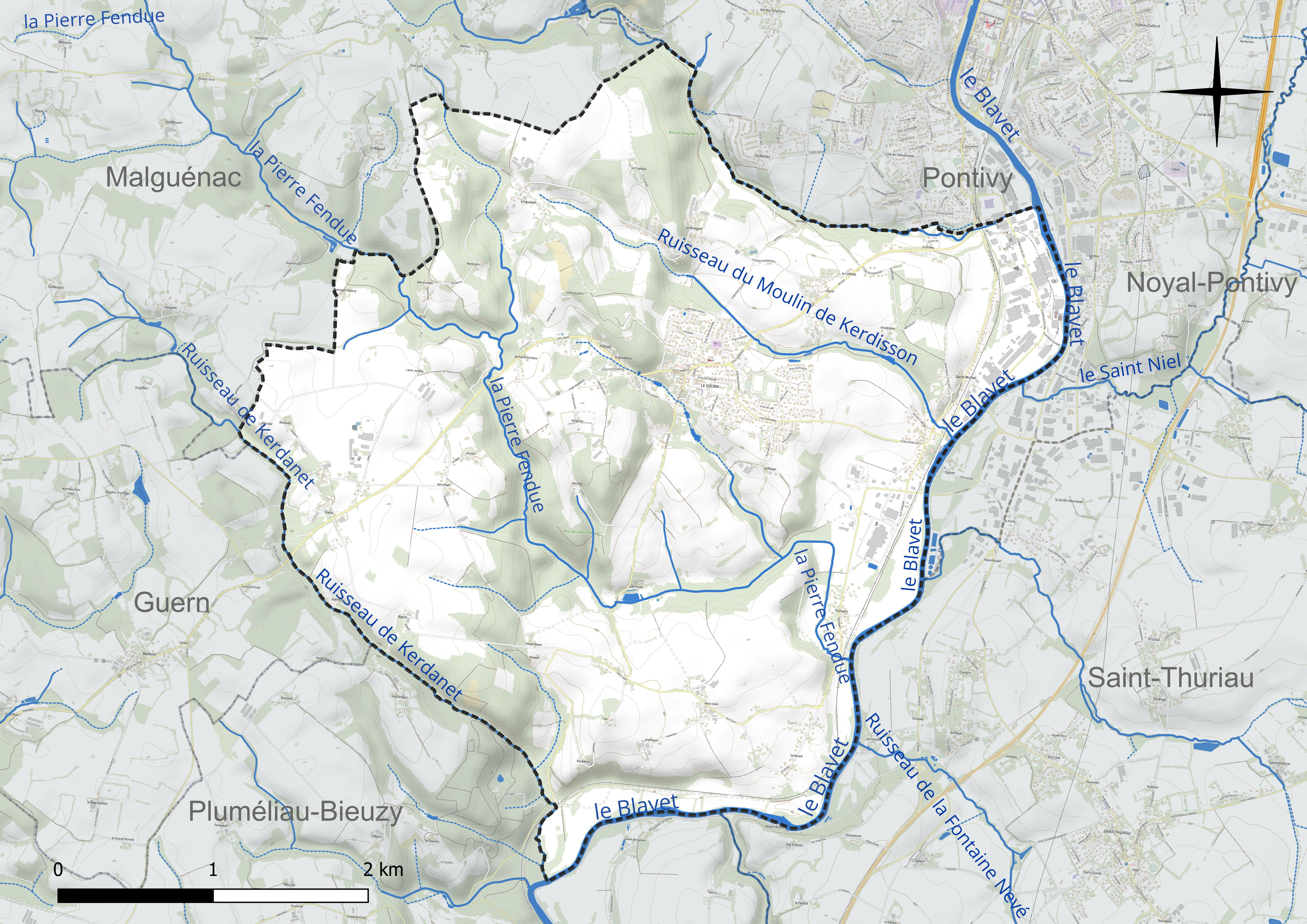
Réseau hydrographique du Sourn.

### Climat
Pour des articles plus généraux, voir Climat de la Bretagne et Climat du Morbihan.
En 2010, le climat de la commune est de type climat océanique franc, selon une étude du CNRS s'appuyant sur une série de données couvrant la période 1971-2000. En 2020, Météo-France publie une typologie des climats de la France métropolitaine dans laquelle la commune est exposée à un climat océanique et est dans la région climatique  Bretagne orientale et méridionale, Pays nantais, Vendée, caractérisée par une faible pluviométrie en été et une bonne insolation. Parallèlement l'observatoire de l'environnement en Bretagne publie en 2020 un zonage climatique de la région Bretagne, s'appuyant sur des données de Météo-France de 2009. La commune est, selon ce zonage, dans la zone « Intérieur  », exposée à un climat médian, à dominante océanique.  
Pour la période 1971-2000, la température annuelle moyenne est de 11,2 °C, avec une amplitude thermique annuelle de 12,2 °C. Le cumul annuel moyen de précipitations est de 975 mm, avec 14,4 jours de précipitations en janvier et 7,1 jours en juillet. Pour la période 1991-2020, la température moyenne annuelle observée sur la station météorologique la plus proche, située sur la commune de Moréac à 19 km à vol d'oiseau, est de 12,0 °C et le cumul annuel moyen de précipitations est de 1 043,7 mm,. Pour l'avenir, les paramètres climatiques de la commune estimés pour 2050 selon différents scénarios d’émission de gaz à effet de serre sont consultables sur un site dédié publié par Météo-France en novembre 2022.

### Transports
La commune est à l'écart des grands axes routiers, desservie essentiellement par la D 2 venant de Pontivy et se dirigeant en direction de l'ouest vers Melrand, Bubry et Plouay.
La ligne ferroviaire d'Auray à Pontivy traverse la partie orientale de la commune, passant dans le lit majeur du Blavet, mais la commune ne dispose pas de gare, la plus proche étant celle de Pontivy.

### Habitat rural
La commune présente un paysage agraire traditionnel de bocage avec un habitat dispersé formé de hameaux et fermes isolées. Elle est peu touchée par la rurbanisation en dépit de la proximité de Pontivy, mais le bourg a connu une croissance de type périurbain avec la construction de plusieurs lotissements, principalement à l'est du bourg.

## Urbanisme

### Typologie
Au 1er janvier 2024, Le Sourn est catégorisée ceinture urbaine, selon la nouvelle grille communale de densité à sept niveaux définie par l'Insee en 2022.
Elle appartient à l'unité urbaine de Pontivy, une agglomération intra-départementale regroupant deux  communes, dont elle est une commune de la banlieue,,. Par ailleurs la commune fait partie de l'aire d'attraction de Pontivy, dont elle est une commune de la couronne,. Cette aire, qui regroupe 16 communes, est catégorisée dans les aires de moins de 50 000 habitants,.

### Occupation des sols

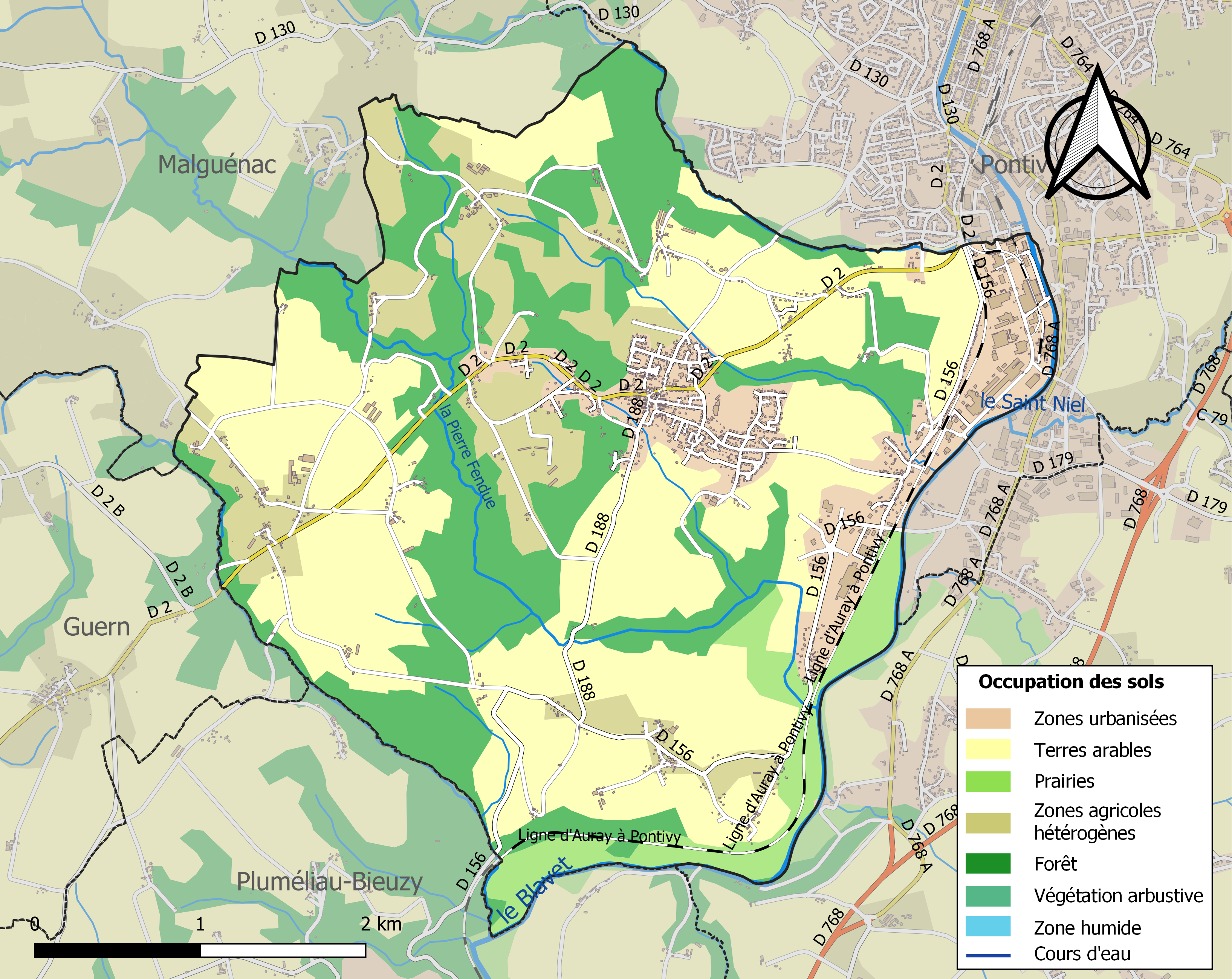
Carte des infrastructures et de l'occupation des sols de la commune en 2018 (CLC).

Le tableau ci-dessous présente l' occupation des sols de la commune en 2018, telle qu'elle ressort de la base de données européenne d’occupation biophysique des sols Corine Land Cover (CLC).
| Type d’occupation                             | Pourcentage | Superficie (en hectares) |
| --------------------------------------------- | ----------- | ------------------------ |
| Tissu urbain discontinu                       | 5,3 %       | 86                       |
| Zones industrielles et commerciales           | 7,1 %       | 86                       |
| Terres arables hors périmètres d'irrigation   | 41,1 %      | 662                      |
| Prairies et autres surfaces toujours en herbe | 5,8 %       | 93                       |
| Systèmes culturaux et parcellaires complexes  | 12,8 %      | 206                      |
| Forêts de feuillus                            | 4,7 %       | 76                       |
| Forêts de conifères                           | 5,3 %       | 86                       |
| Forêts mélangées                              | 17,9 %      | 288                      |
| Source : Corine Land Cover                    |             |                          |

## Toponymie
Le nom de la localité est mentionné sous les formes Er Sorn, Ar Sorn, Ar ou Er Sornes, , Sournes en 1814, puis Les Sournes en 1847.
Le Sourn porte le nom de Ar Sorn en breton.
Ce toponyme peut exprimer la notion de sources. Autre possibilité : Er Sorn exprime une notion de « roches affleurantes » (la commune en est parsemée).

## Histoire

### Ancien Régime
Le Sourn était une trève de la paroisse de Guern, laquelle dépendait du doyenné de Kemenet-Guégant,.

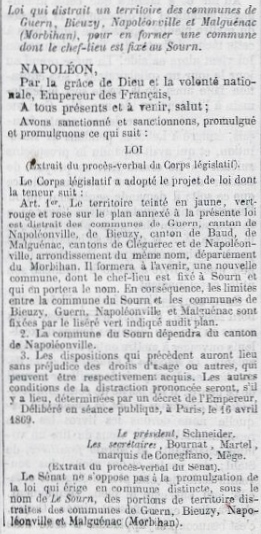
La création de la commune du Sourn (Journal officiel de l'Empire français du 20 mai 1869).

### LeXIXesiècle
Le Sourn fut érigée en paroisse le 29 avril 1845 ; celle-ci comprenait les villages de Saint-Julien, Saint-Michel, Kerghorent, Kervihan, Kerbulu et le Sourn.
En 1868 ds habitants demandent la création d'une commune nouvelle : « Déjà érigé en succursale, le village du Sourn possède une église, un presbytère, un cimetière et la nu-propriété d'une maison qui pourrait servir de mairie et d'école (...). Une école existe déjà dans ce village. (...) Les villages de la section du Sourn les plus éloignés du bourg de Guern en sont éloignés de 6 kilomètres, les plus éloignés de près de dix. Cet éloignement entraîne de graves inconvénients. Ainsi doit-on faire faire vingt kilomètres à un enfant nouveau-né pour aller l'inscrire à l'état-civil. Pour les mariages, les parties sont obligées de se présenter pour l'acte civil à la mairie de Guern et de revenir ensuite au Sourn pour le mariage religieux. Les mêmes observations s'appliquent aux villages des communes de Bieuzy et Malguénac qui tous se trouvent à plus de six kilomètres du chef-lieu de leur commune. (...) Quant à la partie de Napoléonville qui demande sa réunion au Sourn, elle appartient pour le spritituel à la paroisse de Stival, dont elle est éloignée de huit kilomètres, et sans chemins praticables, à moins de traverser la ville pour d'y rendre ».
La commune de Le Sourn a été créée en 1869 par démembrement des communes de Guern, Napoléonville (Pontivy), Malguénac et Bieuzy, en annexant les villages de Kerdisson, Pleurit et le Rongoet au détriment de Pontivy ; Linguénec, Kermelin, Kermoisan et Kermarh-Patern pris à Malguénac et Kerdanet, le Neviet, Lescoet et Tréhonin qui appartenaient à Bieuzy.
En 1880 la commune fit construire sa maison d'école-mairie et, en 1881, un réaménagement fut décidé en vue de permettre l'installation d'une école des filles dans le même bâtiment.

### LeXXesiècle

#### La Belle Époque

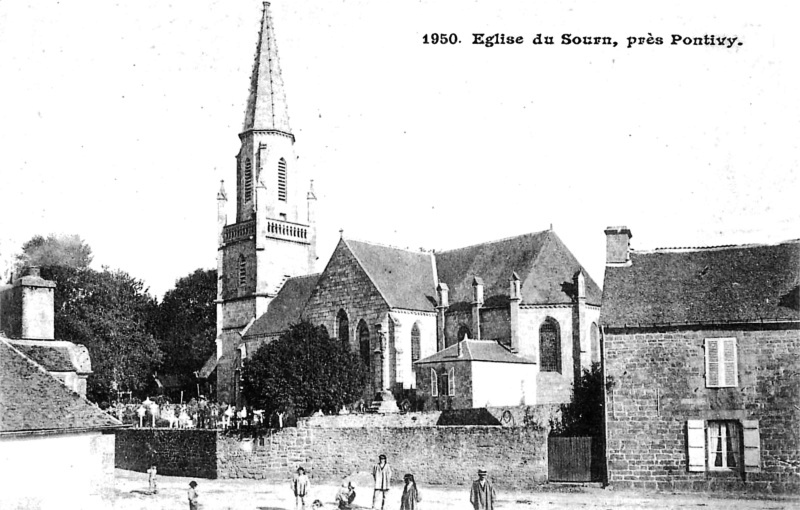
Le Sourn : l'église paroissiale Saint-Julien au début du XXe siècle (carte postale).
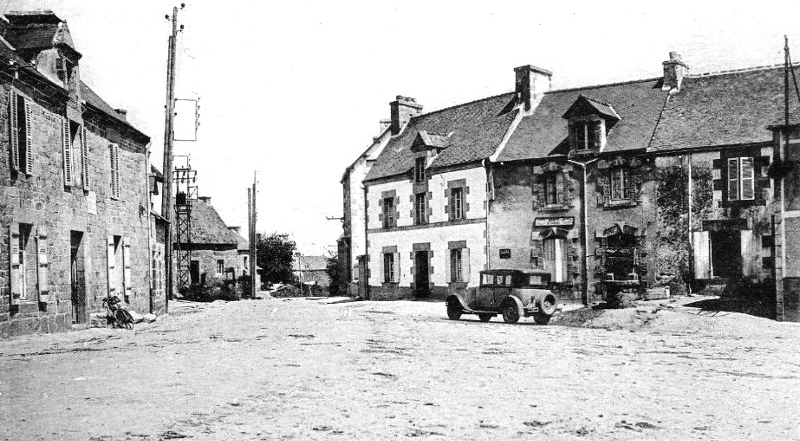
La place centrale du bourg du Sourn au début du XXe siècle (carte postale A. Waron).
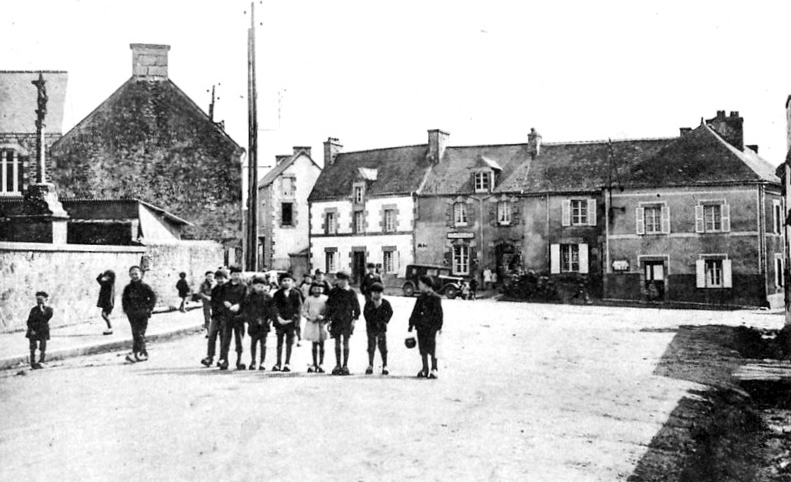
Le bourg du Sourn au début du XXe siècle (carte postale A. Waron).

#### La Première Guerre mondiale
Le monument aux morts du Sourn porte les noms de 57 soldats morts pour la France pendant la Première Guerre mondiale ; parmi eux deux sont morts dans les Balkans lors de l'expédition de Salonique (Patern Allanic en Serbie en 1915 et François Le Picot à Salonique (Grèce) en 1917) ; à l'exception de Joachim Dugué, tué à l'ennemi le 17 octobre 1918 en Belgique et dernier tué de la commune pendant cette guerre, la plupart des autres sont décédés sur le sol français dont par exemple Joachim Le Pabic, tirailleur au 2e régiment de tirailleurs algériens, mort des suites de ses blessures le 27 novembre 1917 à Verdun-sur-Meuse, décoré de la Médaille militaire et de la Croix de guerre et Joseph Allanic, soldat au 202e régiment d'infanterie, décédé le 22 octobre 1917 à l'hôpital d'évacuation de  
La Veuve (Marne), décoré de la Croix de guerre.

#### L'Entre-deux-guerres
Le monument aux morts du Sourn fut inauguré le 1er novembre 1923 par Alphonse Rio, alors sous-secrétaire d'État

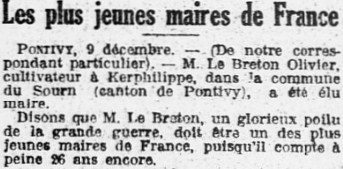
L'élection comme maire du Sourn d'Olivier Le Breton, l'un des plus jeunes maires de France (article du journal L'Ouest-Éclair du 10 décembre 1919).
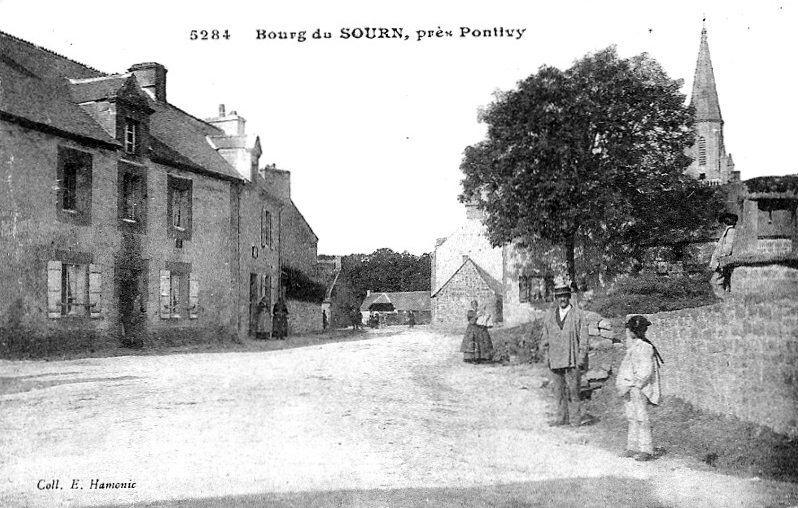
Le bourg du Sourn vers 1925 (carte postale Émile Hamonic).
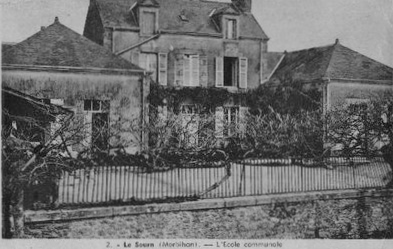
L'ancienne école communale du Sourn (transformée en mairie depuis la construction de l'école Joseph Le Guyader).

Les élections municipales de 1925 opposèrent deux listes, celle du maire sortant Le Breton et celle de l'ancien maire, Kervégant. Le journal L'Ouest-Éclair écrit alors, se trompant d'ailleurs dans son pronostic : « La liste de M. Kervégant, ancien maire, passera haut la main. Elle est composée d'hommes énergiques, jeunes, capables et indépendants. Nul n'ignore que le maire actuel Le Breton, est l'esclave des fonctionnaires qui le mènent par le bout du nez au grand détriment des intérêts de la commune (...) ».

#### La Seconde Guerre mondiale
Le monument aux morts du Sourn prte les noms de 7 personnes mortes pour la France pendant la Seconde Guerre mondiale : parmi elles, Corentin Audrain et Louis Letuault ont été tués à l'ennemi lors de la Débâcle française au printemps 1940 ; Fernand Cargoet, résistant FFI, fut fusillé le 22 juillet 1944 dans le bois de Coët-Kermeno à Botségado en Colpo, mais survécut à ses blessures et rprit le combat jusqu'à ce qu'il soit tué à l'ennemi le 27 août 1944 à Guidel ; Marguerite Dodun d'Herbault, qui habitait le château de Kerdisson, fut déportée au camp de concentration de Ravensbrück où elle est morte le 6 mars 1945 ; Eugène Vally est aussi mort en déportation au Stalag X-B dépendant du camp de Sandbostel vers mai 1945 et Joachim Vally, lui aussi déporté, est mort en mer lors de son rapatriement à bord du paquebot Cap Arcona coulé par la R.A.F à cause d'une tragique méprise.

#### L'après Seconde Guerre mondiale
Joseph Le Moignic, soldat originaire du Sourn , est mort pour la France pendant la Guerre d'Indochine.

### LeXXIesiècle

#### La création de la maison médicale municipale
Face au risque de devenir un désert médical en raison  du départ en retraite du dernier médecin de la commune et de voir fermer pour cette raison la pharmacie de la commune, le conseil municipal décide de racheter et rénover le cabinet du médecin retraité et de salarier quatre médecins, épaulés par deux internes et deux secrétaires médicales.
Cette initiative a coûté 500 000 euros financés pour moitié par la commune, mais est un succès sur le plan médical : en 2021 le cabinet a enregistré 12 000 consultations sur 4 000 patients différents, soit le double de la population communale, et le budget de fonctionnement, à la charge de la commune, est désormais excédentaire.
Un internat rural, destiné à héberger les jeunes médecins internes venant faire leurs stages au Sourn ou dans les autres communes de Pontivy communauté est en 2021 aménagé à l'emplacement de l'ancien presbytère.

## Politique et administration
En 2010, la commune du Sourn a été récompensée par le label « Ville Internet @@ ».
| Période                                  | Période              | Identité            | Étiquette | Qualité |
| ---------------------------------------- | -------------------- | ------------------- | --------- | --- |
| 1873                                     | 1879                 | François Rivalain   |           | Cultivateur. Premier maire de la commune. |
| juillet 1879                             | mai 1896             | Joseph Camlann      |           | Cultivateur. |
| mai 1896                                 | mai 1908             | Louis Mahé          |           | Cultivateur. |
| mai 1908                                 | octobre 1909         | Adolphe Turpin      |           | Cultivateur. |
| octobre 1909                             | mai 1912             | Julien Servel       |           | Cultivateur. |
| mai 1912                                 | novembre 1919        | Jean Kervégant      |           | Cultivateur. |
| novembre 1919                            | février 1935 (décès) | Olivier Le Breton   |           | A exercé la fonction de maire pendant 16 ans. Âgé de 24 ans à sa prise de fonction. Trois blessures et 5 citations à l'ordre de son régiment pendant la Première Guerre mondiale. Cultivateur à Kerphilippe. Décédé accidentellement en tombant d'une voiture à cheval |
| mai 1935                                 | avril 1941 (décès)   | Julien Talmon       |           | Cultivateur. |
| mai 1941                                 | novembre 1947        | Joseph Le Métayer   |           | |
| novembre 1947                            | mai 1959             | Pierre Collias      |           | |
| mai 1959                                 | mars 1977            | Joseph Le Métayer   |           | Son nom a été donné au nouveau groupe scolaire du Sourn. |
| mars 1977                                | mars 1989            | François Durand     |           | Agriculteur. La commune a connu de nombreuses transformations pendant ses mandats |
| mars 1989                                | mars 2014            | Jean-Luc Oliviéro   | DVG       | Cadre bancaire Président de Pontivy communauté (2012-2014) |
| mars 2014 Réélu en 2020                  | En cours             | Jean-Jacques Videlo | DVG       | Agent technique |
| Les données manquantes sont à compléter. |                      |                     |           | |

## Démographie
L'évolution du nombre d'habitants est connue à travers les recensements de la population effectués dans la commune depuis 1872. Pour les communes de moins de 10 000 habitants, une enquête de recensement portant sur toute la population est réalisée tous les cinq ans, les populations de référence des années intermédiaires étant quant à elles estimées par interpolation ou extrapolation. Pour la commune, le premier recensement exhaustif entrant dans le cadre du nouveau dispositif a été réalisé en 2008.

En 2022, la commune comptait 2 128 habitants, en évolution de +0,76 % par rapport à 2016 (Morbihan : +3,82 %, France hors Mayotte : +2,11 %).
| 1872 | 1876 | 1881 | 1886  | 1891 | 1896  | 1901 | 1906  | 1911  |
| ---- | ---- | ---- | ----- | ---- | ----- | ---- | ----- | ----- |
| 970  | 930  | 991  | 1 024 | 973  | 1 034 | 971  | 1 009 | 1 012 |

| 1921 | 1926 | 1931 | 1936 | 1946 | 1954 | 1962 | 1968  | 1975  |
| ---- | ---- | ---- | ---- | ---- | ---- | ---- | ----- | ----- |
| 930  | 932  | 900  | 891  | 950  | 903  | 963  | 1 008 | 1 246 |

| 1982  | 1990  | 1999  | 2006  | 2008  | 2013  | 2018  | 2022  | - |
| ----- | ----- | ----- | ----- | ----- | ----- | ----- | ----- | - |
| 1 589 | 1 790 | 1 843 | 1 981 | 2 023 | 2 075 | 2 102 | 2 128 | - |

## Enseignement et culture
La commune du Sourn dispose de deux écoles élémentaires :
- L'école publique Joseph Le Métayer, ouverte en 1980 en replacement de l'ancienne école communale : elle dispose de 5 classes depuis la fermeture de la sixième clase à la rentrée 2021[43] en raison de l'évolution des effectifs scolarisés (115 élèves en 2015-2016, 140 en 2019-2020 (record), 120 en 2021-2022)[44].
- L'école privée Saint-Julien : elle scolarise 118 élèves en 2015-2016, 102 en 2019-2020 et 97 en 2021-2022 répartis en 4 classes[45].
- La médiathèque du Sourn à ouvert en mars 2009.

## Lieux et monuments

### Vestiges préhistoriques et antiques
- Menhir de Keroret.

### Église et chapelles
- Église Saint-Julien (l'ancienne chapelle Saint-Julien datait du XVIIe siècle) ; elle fut remplacée par l'actuelle église paroissiale Saint-Julien, construite entre 1887 et 1889 ; c'est unédifice en forme de croix latine, de style néogothique, garni de vitraux.
- La chapelle Saint-Michel (1642) : elle fut en 1642 érigée par Mgr de Rosmadec, évêque de Vannes, en centre d'une trève dépendant de la paroisse de Guern et jusqu'en 1872 on put y célébrer baptêmes, mariages et enterrements, les cérémonies étant assurées par des prêtres de Guern ou parfois par des Prémontrés ou prêtres de Pontivy. Très éloignés du bourg de Guern, les habitants du voisinage demandèrent en 1844 que leur quartier fut érigé en paroisse , mais il fut finalement inclus en 1869 dans la commune du Sourn alors créée. A l'intérieur de la chapelle se trouvent une piscine datant du XVIe siècle et des fonts baptismaux polygonaux danant de 1642 portant un écusson d'azur à trois coquilles d'or. Un pardon, accompagné d'une fête profane, s'y déroule chaque dernier dimanche de septembre[46].

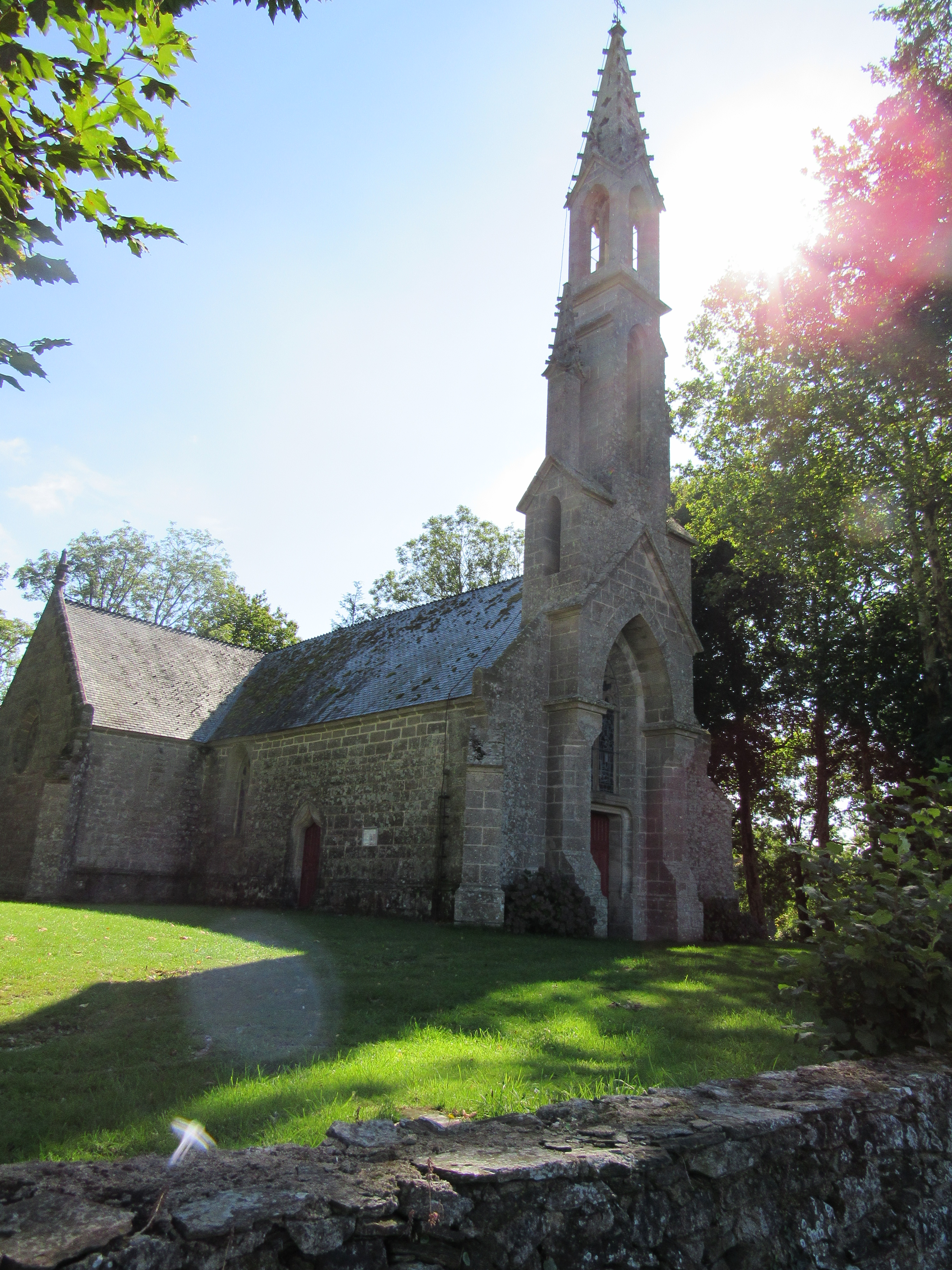
Le Sourn : chapelle Saint-Michel, vue extérieure d'ensemble.
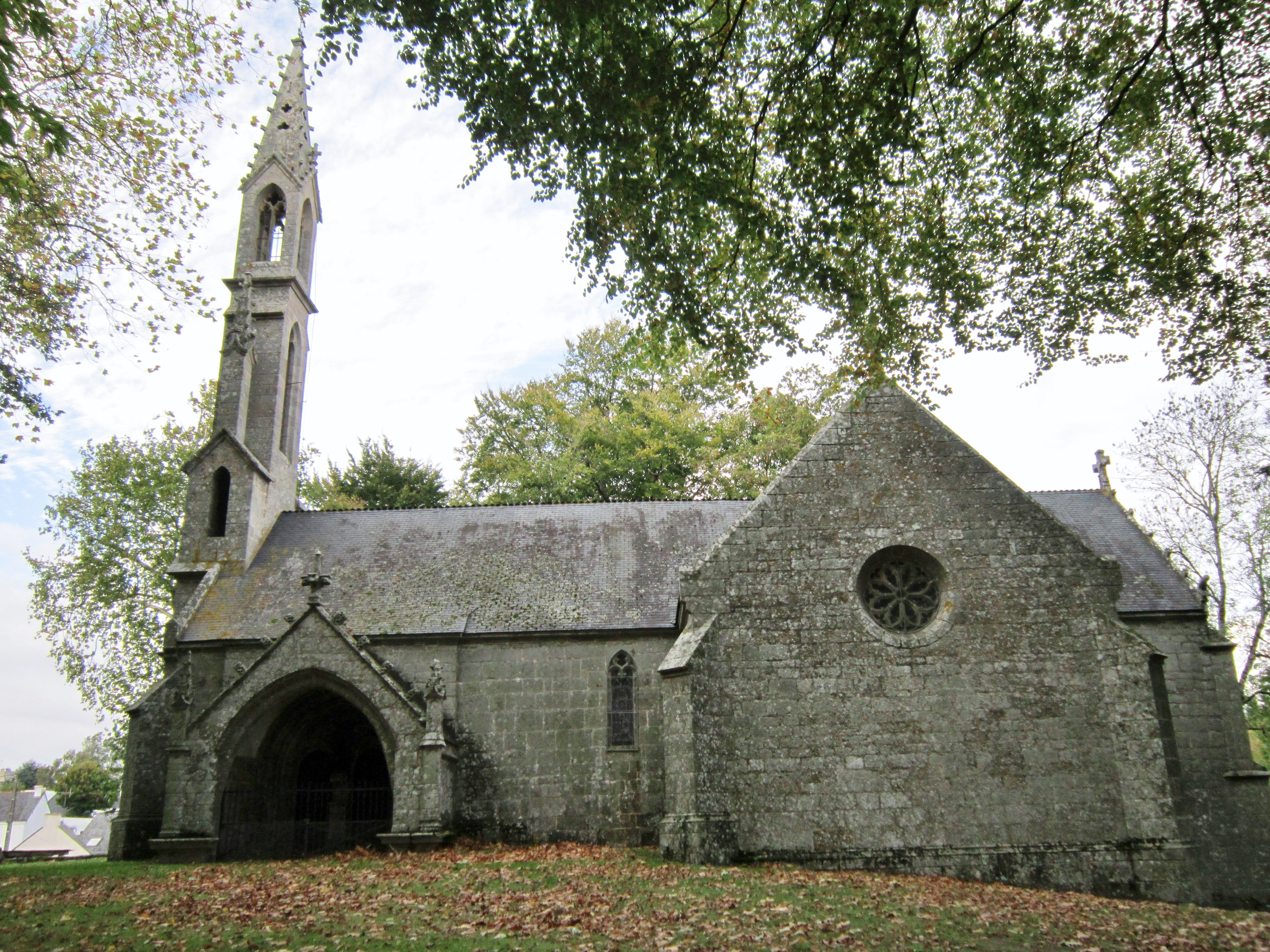
Le  Sourn : chapelle Saint-Michel, vue extérieure d'ensemble.
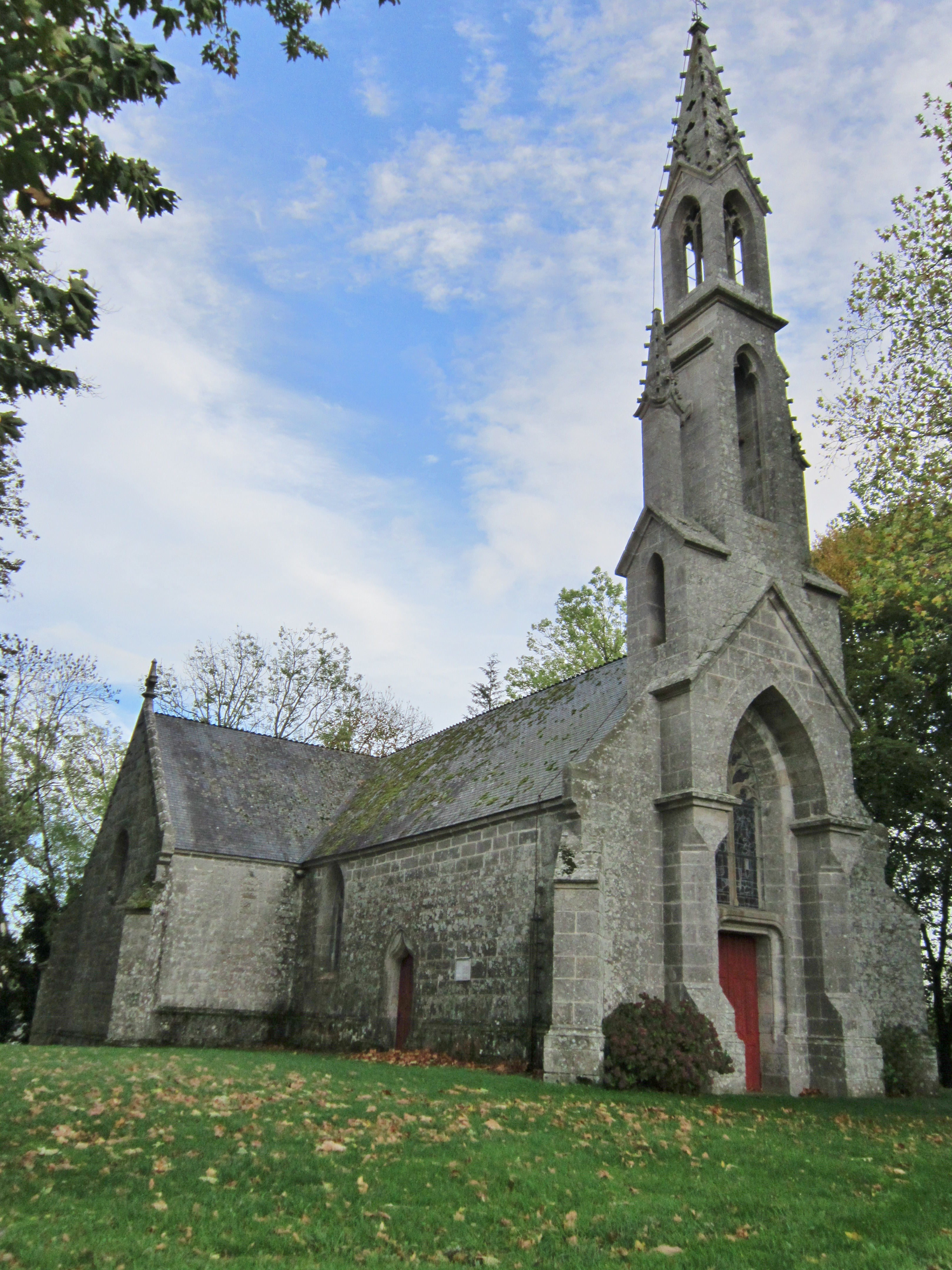
Le Sourn : chapelle Saint-Michel, façade et clocher.

- La chapelle Saint-Jean est un édifice rectangulaire datant du XVIIIe siècle, restauré en 1893 par l'abbé Le Gléour ; cette chapelle faisait partie par le passé de la commune de Bieuzy.

### Fontaines
- Fontaine de Sainte-Radegonde (XVIIIe siècle).

### Moulins
- Moulin de Ponto.

### Châteaux et manoirs
- le château de Kerdisson date des XVIIe siècle et XVIIIe siècle et a été restauré au XIXe siècle. Un linteau de fenêtre est daté de 1756. Le château primitif datait du XVe siècle et appartenait à Nicolas Rolland, puis à ses successeurs, jusqu’en 1536, avant de devenir successivement la propriété des familles Fournoir, Bahuno du Liscouët (à partir de 1618), Dodun d’Herbault, et en 1962 Roland de Verdun, qui le revendit en 1982. À proximité se trouvent les ruines d’un colombier, d’un moulin et d’un lavoir[47].
- le manoir de Kerdisson date du XVIIe siècle, il est inscrit à l'inventaire général du patrimoine culturel[48].
- le manoir du nouveau Logis date du XVIIIe siècle, il est inscrit à l'inventaire général du patrimoine culturel[49].

### Curiosités
- Le chêne de Kermelin (hauteur :18 mètres, circonférence :7,65 mètres, houppier : 23 mètres).